# Schlick

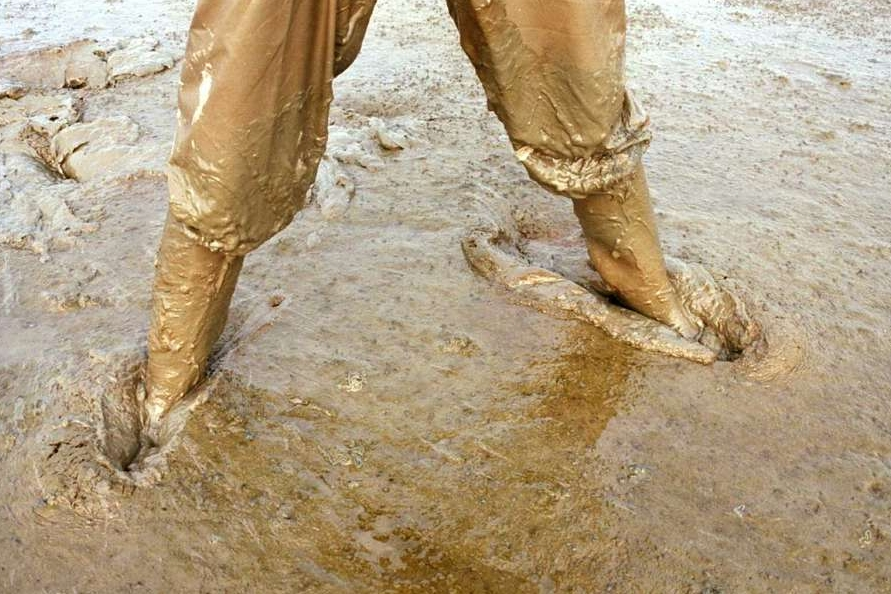
Schlickwatt an der Nordsee

Schlick ist ein feinkörniges Sediment, das sich in allen Gewässern bilden kann. Schlicke mit hohen Sandanteilen werden Schlicksande genannt. Unverfestigte Schlickablagerungen insbesondere in den Trübungszonen von Ästuaren nennt man Fluid Mud. Schlickgesteine gehören zu den Biopeliten.
Beispiele heutiger Schlickbildung können außerdem Wattenschlicke und Mangrovenschlicke sein, Beispiele für fossile Schlicke sind Flyschtone und Wellenkalke.
Der Schifffahrt und der Sedimentologie verursacht Schlick Probleme, weil er wegen der geringen Impedanzunterschiede zu Wasser Sonarsignale nicht ausreichend reflektiert und die Lage des festen Untergrundes daher oft nur schwer feststellbar ist.
Ein Kreier („Schlickrutscher“) dient einem Menschen samt Transportgut zur Fortbewegung im Schlick.
An manchen Schiffen (siehe auch Mudderboote) gibt oder gab es eine Schlickegge, um Schlick aufzuwirbeln, um ihn mit der Strömung abtransportieren zu lassen und eine Vertiefung etwa einer Hafeneinfahrt zu erzielen. Heute wird für diesen Zweck eher ein Wasserinjektionsgerät eingesetzt. Siehe z. B. Elbvertiefung.
Schlickpackungen und Schlickwannenbäder gelten als klassische Kurmittel im Bereich der Balneologie bzw. Bäderheilkunde.
Seit 1958 dokumentiert das niedersächsische Schlickmuseum Riepe die Überschlickung des Riepster Hammrichs in den Jahren 1954 bis 1994. 